# تامتا
تامتا گُدوآدزه (به گرجی: თამთა გოდუაძე) (زاده ۱۰ ژانویه ۱۹۸۱) یک خواننده گرجی در یونان است.
او نماینده قبرس در مسابقه آواز یوروویژن ۲۰۱۹ بود.